# Condado de Marshall (Minnesota)
O Condado de Marshall é um dos 87 condados do estado americano do Minnesota. A sede do condado é Warren, e sua maior cidade é Warren.
O condado possui uma área de 4 695 km² (dos quais 105 km² estão cobertos por água), uma população de 10 155 habitantes, e uma densidade populacional de 2 hab/km² (segundo o censo nacional de 2000). O condado foi fundado em 1879.